# Cinebox receptores
Cinebox é uma marca de decodificadores de canais de TV possuindo modelos específicos para TV via satélite. Quando ligado a antenas ou cabos de empresas como Claro TV, Oi TV, Sky e Vivo TV, é capaz de decodificar códigos de proteção permitindo a exibição de todos os canais da operadora, configurando-se assim num equipamento frequentemente utilizado para recepção de TV por assinatura não autorizada (Gatonet).
A marca não possui site oficial nem fórum, apenas uma página no Facebook.

## Modelos
- Cinebox Legend HD, X, Plus e X2
- Cinebox Optimo HD, X, Plus e X2
- Cinebox Fantasia DUO,X, Plus,X2 e Z
- Cinebox Supremo HD, X, Plus,X2 e Z
- Fantasia MAXX, MAXX 2 , MAXX Plus e X2
- Maestro HD, Maestro Plus, Mestro Ultra

- Maxximus Z

- Extremo Z